# 21a Divisió (Exèrcit Popular de la República)
La 21a Divisió va ser una de les divisions de l'Exèrcit Popular de la República que es van organitzar durant la Guerra Civil espanyola sobre la base de les Brigades Mixtes. Situada en el front d'Andalusia, la divisió va tenir un paper poc rellevant.

## Historial
La unitat va ser creada el 3 d'abril de 1937, en el si de l'Exèrcit del Sud. La 21a Divisió va néixer a partir de la militarització de l'antic sector de Granada. Va quedar composta per les brigades mixtes 76a, 79a i 80a, amb la seva caserna general a Jaén. A partir de juny de 1937 la divisió va quedar integrat en el IX Cos d'Exèrcit.

## Comandaments
Comandants
- tinent coronel d'infanteria Antonio Gómez de Salazar;[1]
- comandant d'infanteria Martín Calvo Calvo;[4]
- comandant d'infanteria Carlos Cuerda Gutiérrez;
- major de milícies Luis Bárzana Bárzana;
- tinent coronel d'infanteria Eloy Marín Villanueva;

Comissaris
- Rafael Bonilla Pérez, de la CNT;[5]

Caps d'Estat Major
- comandant d'infanteria José Mondéjar Gil de Pareja;
- major de milícies José Rodríguez;

## Ordre de batalla
| Data             | Cos d'Exèrcit adscrit | Brigades Mixtes integrades | Front de batalla |
| ---------------- | --------------------- | -------------------------- | ---------------- |
| Abril de 1937    | —                     | 76a, 79a i 80a             | Andalusia        |
| Abril de 1938    | IX Cos d'Exèrcit      | 51a, 76a i 80a             | Andalusia        |
| Desembre de 1938 | IX Cos d'Exèrcit      | 76a, 80a i 106a            | Andalusia        |